# Полянский (посёлок)
 Полянский  —поселок в Большечерниговском районе Самарской области в составе сельского поселения Восточный. 

## География
Находится на расстоянии примерно 21 километр по прямой на юг от районного центра села Большая Черниговка.

## Население
Постоянное население составляло 281 человек в 2002 году (русские 38%, казахи 34%) ,  209 в 2010 году.